# Уйди-уйди
Уйди-уйди — популярная в первой половине XX века игрушка, воздушный шарик, который при спускании воздуха через мундштук издаёт речеподобные звуки.

## История
Игрушка появилась в России в дореволюционный период и, благодаря невысокой стоимости, стала повсеместным товаром на ярмарках, базарах, народных гуляниях, а также у торговцев вразнос и старьёвщиков. По воспоминаниям Ю. В. Никулина:

Приходили и скупщики бутылок, к которым сбегалась вся детвора. Мы отдавали бутылки, а взамен получали «уйди-уйди» — небольшие свисточки с надувными шариками. Иногда за бутылки давали разноцветные набитые опилками шарики-раскидайчики на резинках.

Сохраняла популярность до 1950-х годов, впоследствии была вытеснена более современными игрушками и вышла из употребления. М. Я. Бородицкая упоминает её в числе «позабытых».

## Описание
Конструкционно представляла собой цветной, иногда с изображением, воздушный шарик, соединённый с мундштуком в виде трубки. Игрушку надували, затем спускали воздух, и она издавала звуки, напоминающие носителям русского языка слова «Уйди-уйди». По описанию В. С. Шефнера:

К короткому деревянному мундштуку прикреплена сморщенная резина; дуешь в мундштучок — и на конце его возникает шар; перестаешь дуть, то закрываешь, то открываешь отверстие в мундштуке, и воздух, выбиваясь из шара, издает гнусавый, капризный, ноющий звук, в котором действительно слышится «уйди, уйди». Случалось, выйдешь на улицу, — и сразу со всех сторон доносится это прерывистое, пронзительное нытьё.

## В культуре
Игрушка многократно упомянута — зачастую как нечто назойливое, незначительное, недостойное внимания — в воспоминаниях и художественных произведениях, относящихся к периоду её существования, например, в романе Ильфа и Петрова «Золотой телёнок» и повести-сказке Л. И. Лагина «Старик Хоттабыч»:

Параллельно большому миру, в котором живут большие люди и большие вещи, существует маленький мир с маленькими людьми и маленькими вещами. В большом мире изобретен дизель-мотор, написаны «Мёртвые души», построена Днепровская гидростанция и совершён перелёт вокруг света. В маленьком мире изобретён кричащий пузырь «уйди-уйди», написана песенка «Кирпичики» и построены брюки фасона «полпред».

Я обещал тебе не бояться и действительно не боюсь уже автобусов, троллейбусов, грузовиков, трамваев, самолётов, автомашин, прожекторов, эскалаторов, пишущих машинок, патефонов, радиорупоров, пылесосов, электрических выключателей, примусов, дирижаблей, вентиляторов и резиновых игрушек «уйди-уйди». А про метро даже разговора не было.

В 1928 году издательство «Радуга» выпустило книгу «Уйди-уйди в деревне» с иллюстрациями М. И. Соломонова.
В 1999 году Свердловским академическим театром драмы была поставлена пьеса «Уйди-уйди» Н. В. Коляды.